# 俄罗斯自由民主党
俄罗斯自由民主党（羅馬化：Liberalno-demokraticheskaya partiya Rosii），简称俄国自民党（ЛДПР），是由俄罗斯极右翼政治家弗拉基米尔·日里诺夫斯基于1989年创建的政党，亦曾是苏联实行多党制后成立的第一个政党，也是目前俄罗斯第四大在野党。总部位于莫斯科。2022年4月6日弗拉基米尔·日里諾夫斯基逝世，5月27日列昂尼德·斯卢茨基成为该政党领袖。

## 历史
1990年代初期的政党宗旨是同时反对共产主义和“粗野”的资本主义，虽然该党意识形态反对共产主义，但该党却在八一九事件中支持蘇聯共產黨内的強硬派成員为挽救苏联崩溃而作出的最后努力，因此在1993年的俄罗斯国家杜马选举中取得70席。
在2007年的选举中，自民党获得了8.14%的选票，获得了40个席位。政党形象和组织均以党领导人为核心。自民党通常以强烈的右翼民族主义立场和对法律与秩序的关注而示人。
该党派自称为中间派的亲改革民主党派，呼吁实施混合经济体制和俄罗斯力量的复兴，但這種高唱愛國主義確實頗受俄國地方的歡迎，實際上奉行極端排外的民族革命路線，甚至對普京長期執政構成威脅。2018年9月，俄罗斯自民党候选人谢尔盖·富尔加尔在哈巴罗夫斯克边疆区州长选举中战胜了统一俄罗斯党候选人、前州长维亚切斯拉夫·什波尔特。2019年，在哈巴罗夫斯克边疆区杜马选举中获得多数席位。2020年，谢尔盖·富尔加尔被俄联邦政府逮捕，引发当地大规模抗议。

#### 與台灣關係
1998年10月季里諾夫斯基所率領的國會議員訪問團，拜訪台灣，獲李登輝總統接見，表示熱忱歡迎之意。季里諾夫斯基表示，俄國朝野對中華民國的政經發展與成就都極為清楚，也同表敬佩，特別是能夠以穩健的方式，一步步地實施改革，兼顧政治的穩定與經濟的發展，這種做法更值得俄羅斯的學習。

#### 與中国大陆關係
2010年3月24日，季里諾夫斯基与在俄罗斯访问的时任中共中央政治局常委、国家副主席习近平和中联部部长王家瑞在莫斯科会见时表示，俄自民党对中国特色社会主义、中共在新疆及西藏问题上的立场表示支持。